# Tricorynus abruptus
Tricorynus abruptus är en skalbaggsart som beskrevs av White 1965. Tricorynus abruptus ingår i släktet Tricorynus och familjen trägnagare. Inga underarter finns listade i Catalogue of Life.